# Sexion d'Assaut
Sexion d'Assaut a fost un grup de rap francez format în 2002, care este compus din opt rapperi din regiunea Parisului. Sunt sub contract cu casa de discuri independentă Wati B, care are contract de exclusivitate cu Sony Music Entertainment France.
Membrii fondatori au fost  L.I.O., Adams Diallo, Maska și Lefa. În 2003 s-au alăturat grupului Maitre Gims și JR. De-a lungul existenței sale, acesta a inclus aproximativ 20 de rapperi, dar trupa s-a schimbat de la o perioadă la alta.

## Legături externe
- Official website
- Facebook
- Myspace
- Discogs
- LastFM